# Alois Hrdlička
Alois Hrdlička (17. února 1894, Šťáhlavy – 24. dubna 1961) byl český technik a konstruktér. Téměř celý jeho profesní život je spjatý s koncernem Škodových závodů v Plzni.
Alois Hrdlička absolvoval vyšší průmyslovou školu a v roce 1912, tedy krátce po maturitě, nastoupil do podniku Škodovy závody v Plzni, a. s. jako technický úředník zbrojovky. Pravděpodobně se projevil jako dobrý talent pro techniku, v roce 1915 začal konstruovat minomety pro rozvíjející se boje I. světové války. Po skončení války byl asistentem v mechanické dílně, ale pro jisté organizační schopnosti se zanedlouho stal přednostou organizačního oddělení celého koncernu.
V roce 1924 postoupil na místo přednosty slibně se rozvíjející montovny lokomotiv, po šesti letech (v červenci 1930) se stal jedním z plzeňských viceředitelů pod patronací dříve oblastního, nyní vrchniho technického ředitele Škody Ing. Viléma Hromádky. Nedlouho poté ho začínají některé význačné osobnosti koncernu popisovat jako „mistra pletich a pomluv“, který dokázal rozeštvat například závodního (v letech 1938–1945 generálního) ředitele Škody Ing. Adolfa Vamberského se šéfkonstruktérem Ing. Emilem Rezlerem natolik, aby byl Rezler v dubnu 1936 zbaven funkce šéfa automobilního oddělení v Plzni.
Tato funkce byla svěřena právě Aloisu Hrdličkovi. Rezlerovo odvolání patrně souviselo i s tím, že se vedení koncernu roku 1936 rozhodlo plzeňské závody specializovat na zbrojní výrobu včetně speciálních vojenských vozidel, na železniční výrobu a na investiční celky, a proto se měla veškerá civilní automobilní výroba (nákladní automobily, autobusy, trolejbusy a traktory) z Plzně přestěhovat zpět do Mladé Boleslavi. Tam se také Alois Hrdlička v roce 1938 stal náměstkem závodního ředitele ASAP Mladá Boleslav Ing. Viléma Frynty.
Po okupaci byla Škoda začleněna do koncernu Herrman Göring Werke (HGW). Když byl v říjnu 1941 z funkce generálního ředitele ASAP odejit Ing. Karel Hrdlička (shoda jmen), netrvalo dlouho a Alois Hrdlička ho ve funkci zastoupil. Šéfkonstruktér nákladních a speciálních vozidel Škoda Ing. Oldřich Meduna v této době popisuje A. Hrdličku jako licoměrného člověka, plnícího poslušně a vstřícně přání nacistického vedení. Když se v Mladé Boleslavi měly začít montovat dělostřelecké tahače Radschlepper Ost (RSO), vymohl si Meduna objednávku na 250 nových obráběcích strojů, kterou však A. Hrdlička stornoval a zavázal se vyrábět RSO na stávajícím vybavení. Za tuto vstřícnost byl podle Meduny Hrdlička odměněn protektorátním vyznamenáním – Svatováclavskou orlicí – a v únoru 1944 byl potvrzen ve funkci závodního ředitele HGW.
Po skončení války vstoupil A. Hrdlička do KSČ a tím pádem mohl zůstat ve funkci, teď již závodního ředitele Automobilových závodů, n. p. (AZNP) – pravděpodobně i proti vůli samotných zaměstnanců, kteří Aloise Hrdličku poznali za války jako prospěchářského rozvraceče a uvítali by spíš návrat vizionářského Karla Hrdličky, který ale vstup do KSČ odmítl. Hned v roce 1945 hodlal A. Hrdlička předat výrobu malých nákladních automobilů Škoda 256 do Avie Letňany, ale do hry vstoupil šéfkonstruktér Meduna a prosadil naopak odstěhování výroby těžkých vozidel Škoda 706 a zároveň přesun výroby traktorů Škoda T 30 do Plzně.
Roku 1946 byl A. Hrdlička pověřen přípravou prací na založení národního podniku Autolet, který by spojil dohromady boleslavské AZNP, letňanskou Avii a několik dalších podniků. To se však neuskutečnilo. Pravděpodobně v roce 1949 ho ve funkci ředitele AZNP nahradil Stanislav Císař a A. Hrdlička postoupil do ústředních orgánů, v 50. letech byl ředitelem opraven Praga.
V 50. letech A. Hrdličku navrhl závodní ředitel mnichovohradišťského LIAZu do funkce generálního ředitele nově se ustavujícího koncernu LIAZ, ale opět zasáhl O. Meduna a s poukazem na neblahé zkušenosti s A. Hrdličkou za války i po ní dosáhl toho, že tento návrh byl stažen.